# 559 Nanon
559 Nanon è un asteroide della fascia principale del diametro medio di circa 79,82 km. Scoperto nel 1905, presenta un'orbita caratterizzata da un semiasse maggiore pari a 2,7118807 UA e da un'eccentricità di 0,0643860, inclinata di 9,31120° rispetto all'eclittica.
Il suo nome si riferisce ad un'operetta del compositore austriaco Richard Genée.